# Алексеевка (Симферопольский район)
Алексе́евка (укр. Олексіївка, крымскотат. Alekseyevka, Алексеевка) — упразднённое село в Симферопольском районе Крыма, включённое в состав Новоандреевки, фактически — животноводческий комплекс на восточнее Новоандреевки, на правом берегу Салгира.

## История
Впервые в доступных источниках село Алексеевка встречается на двухкилометровой карте РККА 1942 года в составе немецкого национального Биюк-Онларского района.
В 1944 году, после освобождения Крыма от фашистов, 12 августа 1944 года было принято постановление № ГОКО-6372с «О переселении колхозников в районы Крыма», по которому в район из Винницкой и Киевской областей переселялись семьи колхозников. С 25 июня 1946 года Алексеевка в составе Крымской области РСФСР, а 26 апреля 1954 года Крымская область была передана из состава РСФСР в состав УССР.
Алексеевку включили в состав Новоандреевки, согласно справочнику «Крымская область. Административно-территориальное деление на 1 января 1968 года» — в период с 1954 по 1968 год, но уже в «Справочнике административно-территориального деления Крымской области на 15 июня 1960 года» село не значится.